# Неда Антонова
Неда Антонова е българска писателка. Автopка е нa 24 книги – иcтopичecĸи poмaни, пoвecти, тeaтpaлни пиecи и нoвeли. Тя е сред най-четените изследователи и автори на книги на историческа тематика в България.

## Биография
Родена е на 28 ноември 1940 година в село Николаево, Плевенско. Завършва Института за култура в Ленинград. Работи като журналистка. Редактора е в художествената редакция на Военно издателство „Св. Георги Победоносец“.
Основателка е на списание „Отечество“. След 1989 година живее със семейството си в Търговище, където открива англоезична школа.
Нейни книги са преведени на френски, руски, чешки, полски език. Носителка е на редица литературни отличия, единствената жена, удостоена с наградата „Златен меч“ за най-добър разказ. Отличена е и с национална литературна награда „Николай Хайтов“. Има награди от Националния фонд „Развитие“ и Националния център на книгата. Почетен гражданин е на град Търговище.
Членка е на Съюза на българските писатели от 1983 година.
Има девиз: Почтен труд, упование в православната вяра и всеобща справедливост чрез равенство пред закона!